# Matthew Settle
Matthew Settle, född 17 september 1969 i Hickory North Carolina, är en amerikansk skådespelare. Settle är kanske mest känd för rollen som Rufus Humphrey i den amerikanska TV-serien Gossip Girl och Capt. Ronald Spiers i den prisbelönade TV-serien Band of Brothers.

## Privatliv
Matthew var gift med Naama Nativ i 5 år och har dottern Aven Angelica, född 2009, tillsammans med Naama. 10 maj 2011 skildes paret. Det senaste året har Settle synts ofta med hans ex-motspelerska i Gossip Girl på bådas sociala medier men förhållandet mellan Settle och Kelly Rutherford har inte bekräftats från någon av dem än.

## Filmografi (urval)
- 2012 - "So undercover"
- 2009 – ExTerminators
- 2008 – The Express
- 2007-2012 - Gossip Girl (TV-serie)
- 2007 - Blue Smoke
- 2004 - Rancid
- 2001 - Band of Brothers (TV-serie)
- 2000 - U-571
- 1998 - Jag vet fortfarande vad du gjorde förra sommaren
- 1996 - Mord i blicken